# Messier 19
Messier 19 (také M19 a NGC 6273) je kulová hvězdokupa v souhvězdí Hadonoše s magnitudou 6,8. Od Země je vzdálená 27 700 ly,
od galaktického jádra jen asi 4 900 ly. Objevil ji Charles Messier 5. června 1764.

## Pozorování

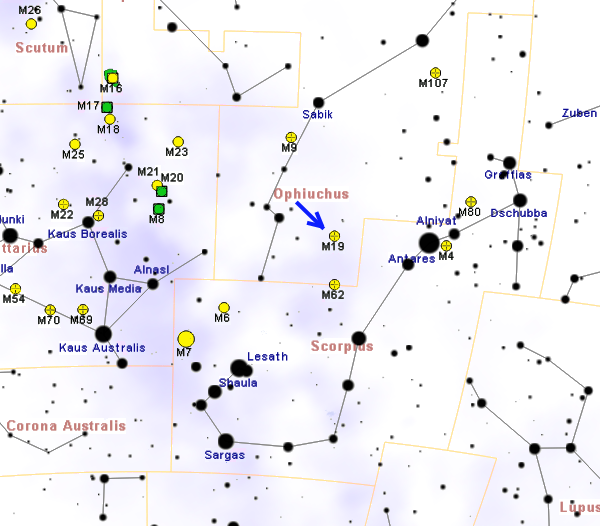
Poloha M 19 v souhvězdí Hadonoše.

Vyhledání M19 je snadné, protože leží přibližně uprostřed spojnice hvězd Antares a θ Oph. Na tmavé průzračné obloze je možné ji pozorovat obyčejným středně velkým triedrem 10x50, ve kterém se ukáže jako malý jasný mlhavý kotouček. Dalekohled o průměru 80 až 120 mm ji ukáže jako objekt protažený severo-jižním směrem, ale nedokáže rozlišit jednotlivé hvězdy a hvězdokupa zůstává nezřetelná. Dalekohledy o průměru 250 mm již dokáží rozlišit několik hvězd 13. magnitudy, zejména východně a jižně od středu. Při zvětšení 150x se zdá být téměř zcela rozložená.
Poblíž M19 je možné vyhledat mnoho dalších kulových hvězdokup, z těch jasnějších jsou to například 4° jižně Messier 62, 9° západně Messier 4 a 9° severovýchodně Messier 9.
M19 je možno jednoduše pozorovat z většiny obydlených oblastí Země, protože má dostatečně nízkou jižní deklinaci. Přesto není pozorovatelná v některých částech severní Evropy a Kanady, tedy blízko polárního kruhu, a ve střední Evropě zůstává poměrně nízko nad obzorem. Na jižní polokouli je hvězdokupa dobře viditelná vysoko na obloze během jižních zimních nocí. Nejvhodnější období pro její pozorování na večerní obloze je od května do srpna.

## Historie pozorování
Hvězdokupu M19 objevil Charles Messier 5. června 1764 a zařadil ji do svého slavného katalogu s tímto popisem: "Mlhovina mezi Štírem a pravou nohou Hadonoše, na stejné rovnoběžce s Antaresem." William Herschel ji po několika letech také pozoroval a dokázal ji zcela rozložit na jednotlivé hvězdy. Heinrich Louis d'Arrest o této hvězdokupě kupodivu nezanechal žádné poznámky, naopak admirál Smyth ji popsal podrobně.

## Vlastnosti
M19 leží ve vzdálenosti 28 700 světelných let od Země a její výraznou vlastností je velmi protáhlý tvar. Její elipticita je E4 a pravděpodobně je to nejoválnější známá kulová hvězdokupa. Patří také mezi kulové hvězdokupy nejbližší ke galaktickému jádru, protože je od něj vzdálena pouze 5 500 ly. Protáhlý tvar této hvězdokupy může být způsoben právě malou vzdáleností od jádra Galaxie.
Její nejjasnější hvězdy jsou 14. magnitudy a její skutečný průměr je přibližně 140 světelných let.